# Madarász Gyula (bélyegszakértő)
Madarász Gyula (1900 – 1981) magyar filatelista, a magyar klasszikus bélyegek kutatója és szakértője, filatéliai szakíró.

## Pályafutása
Nevéhez fűződik az egyik leghíresebb magyar bélyegritkaság, a Himlőhelyes Ferenc József bélyeg felfedezése, amelyet magyarul először a Filatéliai Szemle publikált az 1965-ös II. és III. számában. Az angol nyelvű közlés a Gibbon Stamp Monthly címet viselő szakfolyóirat 1965/V-ös számában, a német nyelvű a Sammler-Dienst 1965/V-VI-os számában jelent meg.
1969–71-ben tanította a budapesti Bélyegmúzeum munkatársait, 1975-ben javaslatára megszervezték a legelső bélyeggyűjtő vetélkedőt, amin értékes bélyegcsomagokat ajánlott fel felnőttek számára.
Gyűjtő-kiállítóként is ismert volt: az 1961-es bécsi világkiállításon aranyérmet szerzett, a budapesti FIP-kiállításon elnyerte a Nemzeti Nagydíjat, majd Térfi Béláról elnevezett irodalmi díjat kapott.

## Művei
1924-ben megjelent a Magyar bélyegkatalógus 1871-1914 című kötete. Markstein Józseffel együtt szerkesztette Dr. Erdődy–Kner: A magyar postabélyegek árjelző kézikönyve című művéhez írt III. pótlófüzetet (Kner Nyomda, Gyoma, 1931). Megírta az 1871-es kiadás című részt A magyar bélyegek monográfiája III. kötetéhez.
Termékeny szakírói munkásságára jellemző, hogy 33 fontosabb írását közölték le magyar, angol és német szaklapok.
Utolsó jelentősebb munkáját betegsége és halála miatt nem tudta befejezni.

## Külső hivatkozások
- Az 1874. évi színesszámú krajcáros kiadás lemezjavításairól kiállítólapokon feldolgozott összeállításának részlete